# Sam Oomen
Pour les articles homonymes, voir Oomen.
Sam Oomen (né le 15 août 1995 à Tilbourg) est un coureur cycliste néerlandais.

## Biographie

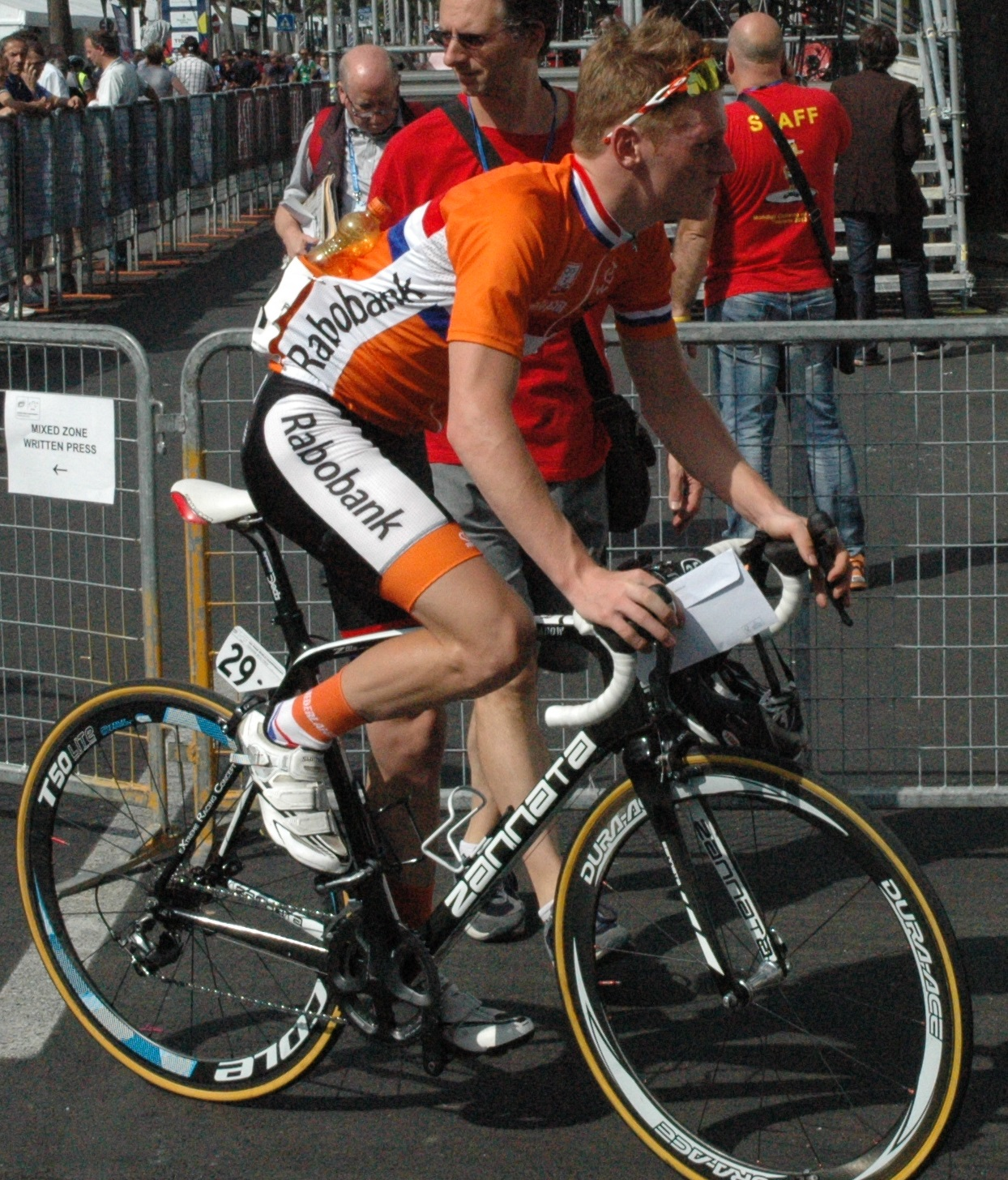
Sam Oomen lors du championnat du monde sur route juniors 2013.

Sam Oomen naît le 15 août 1995 à Tilbourg dans la province du Brabant-Septentrional aux Pays-Bas. Il fait ses débuts en cyclisme à huit ans, au Tilburgse Wielerclub Pijnenburg.
Il devient membre en 2014 de l'équipe Rabobank Development. Cette année-là, il termine notamment 8e du Tour des Fjords et remporte une étape du Tour de l'Avenir au col de Solaison. En 2015, il remporte le classement général et une étape du Rhône-Alpes Isère Tour, le Paris-Tours espoirs, deux étapes du Tour des Pays de Savoie, qu'il termine à la deuxième place, et monte sur le podium du Tour Alsace (2e) et de la Flèche ardennaise (3e).
Fin 2015, il signe un contrat de 3 ans avec la formation Giant-Alpecin. Durant sa première saison avec cette équipe, il se classe troisième de la dernière édition du Critérium international et s'illustre au Tour de l'Ain, remportant le classement général et l'étape de montagne arrivant à Lélex.
En 2018, il termine neuvième du Tour d'Italie à 22 ans, tout en aidant son leader Tom Dumoulin à monter sur la deuxième marche du podium. En 2019, il est censé découvrir le Tour de France, mais il est finalement au départ du Tour d'Italie avec Tom Dumoulin. Alors que Dumoulin a abandonné la course à la suite d'une chute, Oomen  se fracture la hanche  lors de la 14e étape et abandonne la course à son tour. En juin, il annonce qu'il va se faire opérer de l'artère iliaque et que sa saison est terminée,.
Non retenu initialement pour le Tour d'Italie 2023, Sam Oomen remplace à deux jours du départ Jos van Emden, infecté par le SARS-CoV-2.
En septembre 2023, Lidl-Trek annonce le recrutement de Sam Oomen avec un contrat portant de 2024 à la fin d'année 2026.

## Palmarès et classements mondiaux

### Palmarès amateur
- 2012
  - Grand Prix Rüebliland :
    - Classement général
    - 3e étape (contre-la-montre)
- 2013
  -  Champion des Pays-Bas du contre-la-montre juniors
  - 2e du Tour du Pays de Galles juniors
- 2014
  - 3e de Paris-Tours espoirs
- 2015
  - Rhône-Alpes Isère Tour :
    - Classement général
    - 1re étape

  - 2e et 4e (contre-la-montre) étapes du Tour des Pays de Savoie
  - Paris-Tours espoirs
  - 2e du Tour des Pays de Savoie
  - 2e du Tour Alsace
  - 3e de la Flèche ardennaise

### Palmarès professionnel
- 2016
  - Tour de l'Ain :
    - Classement général
    - 3e étape

  - 3e du Critérium international
- 2017
  -  Champion du monde du contre-la-montre par équipes
  - 7e du Tour de Pologne
- 2018
  -  Médaillé d'argent au championnat du monde du contre-la-montre par équipes
  - 7e du Tour de Suisse
  - 9e du Tour d'Italie
  - 9e du Tour de Pologne
- 2019
  - 9e de Tirreno-Adriatico
- 2021
  - 8e du Tour de Suisse
- 2022
  - 1re étape du Tour d'Espagne (contre-la-montre par équipes)
  - 10e du Tour de Catalogne

### Résultats sur les grands tours

#### Tour d'Italie
5 participations
- 2018 : 9e
- 2019 : abandon (14e étape)
- 2020 : 21e
- 2022 : 20e
- 2023 : 36e

#### Tour d'Espagne
4 participations
- 2017 : abandon (14e étape)
- 2021 : 18e
- 2022 : 30e, vainqueur de la 1re étape (contre-la-montre par équipes)
- 2024 : 33e

### Classements mondiaux
| Année                                 | 2014 | 2015 | 2016 | 2017 | 2018  | 2019 | 2020 | 2021 | 2022 | 2023 | 2024 |
| ------------------------------------- | ---- | ---- | ---- | ---- | ----- | ---- | ---- | ---- | ---- | ---- | ---- |
| UCI World Tour                        |      |      | nc   | 98e  | 67e   |      |      |      |      |      |      |
| Classement mondial                    |      |      | 166e | 148e | 88e   | 409e | 322e | 272e | 320e | 680e | 453e |
| UCI Europe Tour                       | 433e | 32e  | 88e  | 490e | 1041e | 326e | 267e | 230e | 257e | nc   | nc   |
|                                       |      |      |      |      |       |      |      |      |      |      |      |
| Légende : nc = non classéSource : UCI |      |      |      |      |       |      |      |      |      |      |      |

## Distinctions
- Cycliste espoirs néerlandais de l'année : 2016